# 103737 Curbeam
103737 Curbeam este o planetă minoră (asteroid), cu un diametru de 3,384 km, din centura de asteroizi. A fost descoperită pe 5 februarie 2000 la Observatorul Național Kitt Peak de Marc Buie⁠(d). 
Obiectul prezintă o orbită caracterizată de o semiaxă mare de 2,5735149340378 UAi, o excentricitate de 0,066198386301544, o înclinație de 2,1166226980211 ° în raport cu ecliptica.